# 18 оброка
18 оброка (шп. 18 comidas) је шпански филм из 2010. године који је режирао Хорхе Коира. Филм је премијерно приказан на 56. филмском фестивалу у Таормини, где је добио награду за најбољу режију.

## Улоге
| Глумац             | Улога          |
| ------------------ | -------------- |
| Луис Тосар         | Еду            |
| Феде Перез         | Туто           |
| Виктор Фабрегас    | Фран           |
| Есперанца Педрењо  | Сол            |
| Марио Зориља       | Тео            |
| Педро Алонсо       | Владимир Торес |
| Хуан Карлос Вељидо | Хуан           |
| Хосе Барато        | Лукас          |
| Виктор Клавихо     | Виктор         |
| Кристина Брондо    | Нурија         |